# Kostarika na Letních olympijských hrách 2000
Kostarika se účastnila Letní olympiády 2000. Zastupovalo ji 7 sportovců (5 mužů a 2 ženy).

## Medailisté
| Medaile | Jméno           | Sport   | Soutěž                  |
| ------- | --------------- | ------- | ----------------------- |
| Bronz   | Claudia Pollová | Plavání | ženy 200 m volný způsob |
| Bronz   | Claudia Pollová | Plavání | ženy 400 m volný způsob |